# Area metropolitana fiorentina
L'Area Metropolitana Fiorentina est une dénomination délivrée le 29 mars 2000 par le Conseil régional de la Toscane (Consiglio Regionale della Toscana)  pour désigner le territoire italien en Toscane, qui comprend les provinces de Florence, de Prato et de  Pistoia.

## Description
Ce territoire est composé d'un total de 73 communes, d'une surface de  4 844 km2, et rassemble environ  1 506 098 habitants.

## Sources
- (it) Cet article est partiellement ou en totalité issu de l’article de Wikipédia en italien intitulé « Area metropolitana Firenze - Prato - Pistoia » (voir la liste des auteurs).